# Meet the Press
Meet the Press — еженедельная информационная телепередача американского телеканала NBC. Является старейшей телепрограммой в истории американского вещания, хотя современные выпуски имеют мало общего с изначальными. Первый выпуск программы появился в эфире 6 ноября 1947 года. Основой передачи являются освещение текущих новостей и интервью известных людей.
В 2006 году при Тиме Рассерте в качестве ведущего Meet the Press стала самой рейтинговой программой среди воскресных ток-шоу. К концу 2013 года потеряла свои позиции, став третьей в рейтинге, что вызвало сомнения руководства NBC в необходимости продолжать его выпуск.
Ведущими передачи были 11 человек начиная с Марты Раунтри. Последним его ведущим был Дэвид Грегори, которого с 7 сентября 2014 года заменил Чак Тодд.
Meet the Press — первая программа, в которой в прямом эфире появился действующий президент Соединённых Штатов Америки. Им стал Джеральд Форд 9 ноября 1975 года.